# Zorro
Pour les articles homonymes, voir Zorro (homonymie) et De la Vega.
Zorro — surnom qui signifie « renard » en espagnol — est un personnage de fiction créé en 1919 par Johnston McCulley. C'est l'alter ego d'un riche hidalgo qui cache son identité pour combattre l'injustice en Haute-Californie au début du XIXe siècle. Son costume entièrement noir comprend une cape, un chapeau plat (sombrero cordobés) et un loup qui masque la partie supérieure de son visage.
Ce personnage a inspiré de nombreuses œuvres — romans, bandes dessinées, films, séries télévisées, dessins animés, jeux —, ainsi que d'autres héros masqués tels que Batman chez DC Comics, du propre aveu du dessinateur Bob Kane, ou El Aguila chez Marvel Comics.

## Genèse

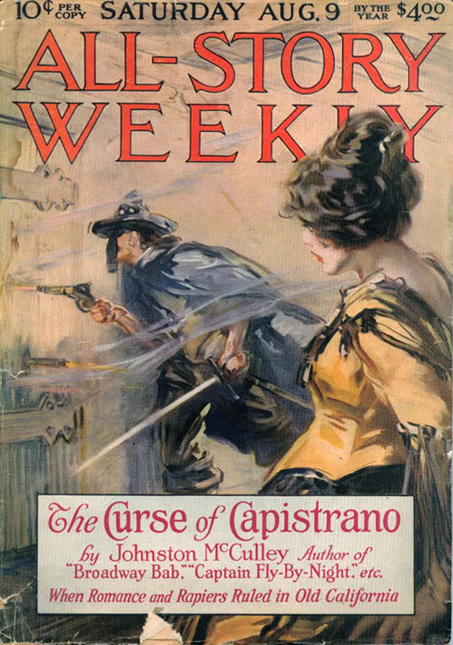
Première apparition de Zorro dans le pulp All-Story Weekly (1919).

Le personnage de Zorro apparaît pour la première fois le 9 août 1919 dans le pulp All-Story Weekly. Il figure sous le surnom de Señor Zorro dans Le Fléau de Capistrano (The Curse of Capistrano), une histoire écrite sous forme de feuilleton par Johnston McCulley. Son nom véritable est alors Don Diego Vega et c'est un riche noble de 24 ans du village de Reina de Los Angeles, en Haute-Californie, une province de la colonie espagnole de Nouvelle-Espagne.
L'histoire est adaptée au cinéma dès 1920 sous le titre Le Signe de Zorro (The Mark of Zorro). Douglas Fairbanks, la grande star de l’époque, tient le rôle-titre. Le film connaît un tel succès que Johnston McCulley écrira plus de soixante autres aventures de Zorro de 1922 à sa mort en 1958. Dans celles-ci, l'identité du justicier reste secrète alors que dans le dernier chapitre du Fléau de Capistrano — renommé Le Signe de Zorro lors de sa publication en roman en 1924 —, le héros révèle qu'il est Zorro.
Johnston McCulley se serait inspiré de plusieurs personnages pour inventer Zorro :
- Le Mouron rouge, personnage de justicier anglais sous la Révolution française, créé par la baronne Emma Orczy en 1903 ;
- Joaquín Murietta (1829–1853), homme semi-légendaire de Californie qui luttait contre les abus et vols perpétrés par les Anglo-Américains sur les mineurs d'origine latino-américaine pendant la ruée vers l'or, et dont la vie avait fait l'objet d'un roman en 1854 écrit par John Rollin Ridge[2] ;
- Salomón Pico (en), bandit californio historique issu d'une riche famille à laquelle appartenait le dernier gouverneur mexicain de Haute-Californie, Pío Pico. Né près de San Juan Bautista en 1821, Salomón Pico attaquait les voyageurs américains de Californie du Sud à la fin des années 1840, jusqu'à sa mort en 1860[3];
- William Lamport (1611–1659), contrebandier irlandais[4] ;
- Guillén Lombardo, personnage qui marque ses victimes d'un « Z » dans le roman Memorias de un impostor de Vicente Riva Palacio ;
- Martín Garatuza (en), personnage historique né en 1601, surnommé el Zorro dans le roman fictionnel Martín Garatuza : Memorias de la Inquisición de Vicente Riva Palacio.

Lorsque Johnston McCulley meurt en 1958, Zorro, première série télévisée mettant en scène le personnage, commence à susciter un fort engouement. Elle est produite par Walt Disney Pictures, avec Guy Williams dans le rôle-titre.
Les magasins reçoivent alors de nombreux articles à l'effigie de Zorro : capes, masques et même une épée avec une craie sur la pointe. La presse et la télévision sont elles aussi prises par la folie Zorro au point que tout sujet était bon, du refus de Guy Williams de parader à cheval dans l'Oregon au vaccin en forme de « Z » d'un pédiatre californien évoqué par le magazine Life, en passant par le premier baiser du héros titré « Rouge à lèvres pour marquer Zorro » dans le Philadelphia Inquirer.

## Histoire

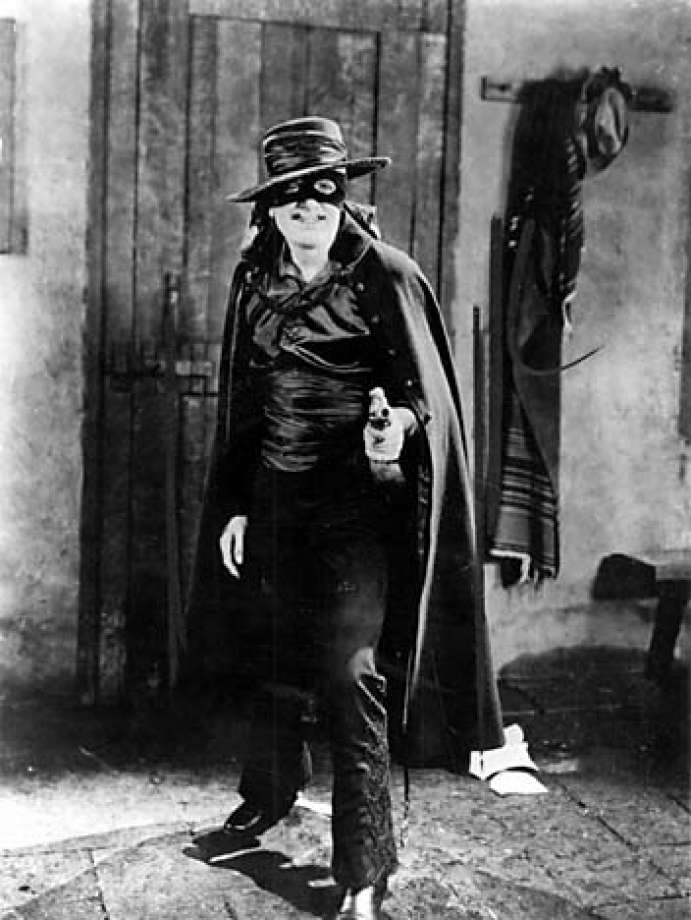
Douglas Fairbanks dans Le Signe de Zorro (The Mark of Zorro, 1920), revêtu de sa tenue noire emblématique, avec chapeau, loup et cape.

En Californie, au XIXe siècle, Don Diego de la Vega lutte contre ceux qui maltraitent les faibles : les bandits et l'administration militaire. Il est aidé dans sa tâche par son fidèle serviteur Bernardo.

## Portée politique
Le personnage de Zorro s'inscrit dans la propagande anti-mexicaine (en) des États-Unis, qui s'est notamment développée à partir des prémices de la guerre américano-mexicaine. Il dénigre la société et les dirigeants mexicains, en transposant l'archétype du héros chevaleresque dans une incarnation d'un justicier, héritier de la noblesse espagnole, protégeant les paysans indigènes mexicains de Californie (présentés comme impuissants, incapables de se révolter) contre les abus de despotiques Mexicains, principaux rivaux économiques des États-Unis, à l'époque où ceux-ci s'apprêtaient à prendre leur indépendance de l'Empire espagnol (dans les romans originels) ou venaient de la prendre (dans diverses adaptations postérieures).

### Rivalité américano-mexicaine
La présentation négative des dirigeants mexicains, dépeints comme une caste d'antagonistes malfaisants, particulièrement despotiques envers les paysans indigènes, dépourvus des valeurs morales chevaleresques associées à la noblesse espagnole à travers le personnage de Zorro, permet aux États-Unis de légitimer (a posteriori) leur invasion du Mexique, et en particulier leur annexion de la Californie, lors de la guerre américano-mexicaine ainsi que leur ingérence à plus long terme chez cet ancien rival pour le contrôle du commerce en Amérique.

### Romantisme colonial ambigu
Le personnage de Zorro, riche noble espagnol défenseur des pauvres paysans indigènes maltraités par les Mexicains, s’inscrit dans le cadre plus large du mouvement artistique et architectural du renouveau colonial espagnol (« Spanish Colonial Revival »), qui valorisait l’héritage espagnol de la Californie, tout en dénigrant la période ayant suivi l'indépendance mexicaine et précédé l'invasion américaine (1821-1848), en la présentant comme une période de décadence et de désordre.

## Œuvres sur Zorro

### Romans parus en France
- 1919 : Le Fléau de Capistrano (The Curse of Capistrano) : premier roman de Johnston McCulley parlant de Zorro. Il a été réédité en 1924 sous le titre The Mark of Zorro.Il a paru en France en 1997 sous le titre La Marque de Zorro (Paris, Gallimard, collection Folio Junior no 813  (ISBN 2-07-059511-0)) et parfois confondu avec un roman plus tardif de MacCulley paru en France en 1986 sous le titre Le Signe de Zorro (The Sign of Zorro) (Paris, Hachette, collection Bibliothèque verte (ISBN 2-01-011680-1)).

Johnston McCulley a écrit une soixantaine d'aventures de Zorro. À la suite de la diffusion à la télévision française de la série Zorro produite par les studios Disney en 1957, quelques-unes ont été traduites en français sous le titre d'auteur de Walt Disney :

#### Éditions Hachette
- 1959 : Zorro le vengeur[9]

#### CollectionIdéal-Bibliothèque, éditionsHachette
- 1959 : Zorro (réédité en 1972)
- 1971 : Zorro arrive !
- 1972 : Le Retour de Zorro
- 1973 : Zorro et le Sergent Garcia
- 1973 : Zorro et le Trésor du Pérou
- 1974 : Zorro contre le gouverneur
- 1975 : L'Épée de Zorro

#### CollectionBibliothèque rose, éditionsHachette
- 1980 : Zorro (réédition en 1985)
- 1980 : Zorro arrive ! (réédition en 1985)
- 1986 : Le Retour de Zorro
- 1986 : Zorro et le Sergent Garcia
- 1986 : Zorro contre le gouverneur
- 1987 : L'Épée de Zorro (Seul Zorro et le trésor du Pérou n'est pas réédité dans la bibliothèque rose)
- 1991 : Zorro et l'Épée du cid  (ISBN 9782010182556) (Ce volume démarre les adaptations de la série avec Duncan Regehr alors que les précédents adaptaient la série de Disney avec Guy Williams)
- 1991 : Zorro et la Forteresse du diable  (ISBN 9782010182549)
- 1991 : Mauvais Quart d'heure pour Zorro  (ISBN 978-2010182570)

#### CollectionBibliothèque verte, éditionsHachette
- 1986 : Zorro contre-attaque (Ce titre et les deux suivants sont des traductions des romans de Johnston McCulley)
- 1986 : Zorro et les Pirates
- 1986 : Le Signe de Zorro

#### Adaptation de la série télévisée par Katherine Quénot
- Le retour du héros, 2015, 91 p. (Zorro, les chroniques ; 1)
- La mine secrète, 2016, 93 p. (Zorro, les chroniques ; 2)
- Un cœur à prendre, 2016, 90 p. (Zorro, les chroniques ; 3)
- Pris au piège, 2016, 92 p. (Zorro, les chroniques ; 4)
- Le nouveau voisin, 2016, 92 p. (Zorro, les chroniques ; 5)
- Mission sauvetage, 2017, 92 p. (Zorro, les chroniques ; 6)
- Zorro et son double, 2017, 93 p. (Zorro, les chroniques ; 7)

#### CollectionFolio Junior, éditionsGallimard
Sous le titre d'auteur Johnston McCulley :
- 1997 : La Marque de Zorro  (ISBN 2-07-059511-0)
- 1998 : La Vengeance de Zorro (Zorro's Fight for Life, 1951)  (ISBN 2-07-052229-6)
- 1998 : Zorro et son double (Mysterious Don Miguel, 1935)  (ISBN 2-07-052193-1)

D'autres auteurs ont repris le personnage, notamment :
- 2004 : Zorro d'Isabel Allende. Grasset, traduit de l'espagnol El Zorro: comienza la leyenda (es), paru chez Grasset en 2005,  (ISBN 2-246-68691-1). Roman qui n'a rien à voir avec les récits de Johnston McCulley.
- 2005 : La Légende de Zorro de Scott Ciencin. Éditions J'ai lu, traduit de l'américain,  (ISBN 2-290-34896-1). Roman adapté du film américain La Légende de Zorro sorti en 2005.

### Films
- 1920 : Le Signe de Zorro (The Mark of Zorro) de Fred Niblo avec Douglas Fairbanks, Marguerite De La Motte et Claire McDowell
- 1925 : Don X, fils de Zorro (Don Q, Son of Zorro) de Donald Crisp avec Donald Crisp, Mary Astor, Douglas Fairbanks
- 1926 : À la manière de Zorro de Paul Flon avec William Elie
- 1936 :The Bold Caballero de Wells Root avec Robert Livingston
- 1937 : Le Retour de Zorro (Zorro rides again) de William Witney et John English avec John Carroll
- 1939 : Zorro et ses légionnaires (Zorro's Fighting Legion) de William Witney et John English avec Reed Hadley et Sheila Darcy. Sérial cinéma en 12 épisodes, remonté par la suite sous forme de deux films.
- 1940 : Le Signe de Zorro (The Mark of Zorro) de Rouben Mamoulian avec Tyrone Power, Linda Darnell
- 1944 : Zorro le vengeur masqué (Zorro's Black Whip) de Spencer Gordon Bennet et Wallace Grissell avec George J. Lewis et Linda Stirling
- 1947 : Le Fils de Zorro (Son of Zorro) de Spencer G. Bennett et Fred C. Brannon avec George Turner et Peggy Stewart
- 1949 : Le Fantôme de Zorro (The Ghost of Zorro) de Fred C. Brannon avec Clayton Moore et Pamela Blake
- 1952 : L'Héritier de Zorro (Il sogno di Zorro) de Mario Soldati avec Walter Chiari
- 1953 : Zorro se démasque (La montaña sin ley) de Miguel Lluch avec José Suárez et Isabel de Castro
- 1957 : El Zorro Escarlata de Rafael Baledón avec Luis Aguilar
- 1958 : 
  - Signé Zorro (The Sign of Zorro) de Lewis R. Foster et Norman Foster, compilation d'extraits de la série Zorro des studios Disney
  - El Jinete solitario de Rafael Baledón avec Demetrio González
  - El Jinete solitario en el valle de los buitres de Rafael Baledón avec Demetrio González
  - El Zorro escarlata en la venganza del ahorcado de Rafael Baledón avec Luis Aguilar
- 1959 : 
  - El Zorro escarlata en diligencia fantasma de Rafael Baledón avec Luis Aguilar
  - El regreso del monstruo de Joselito Rodríguez avec Luis Aguilar
- 1962 :
  - El Zorro Vengador de Zacarías Gómez Urquiza avec Luis Aguilar
  - Zorro le vengeur (La venganza del Zorro) de Joaquín Luis Romero Marchent avec Frank Latimore et Mary Anderson
  - L'Ombre de Zorro (L'Ombra di Zorro) de Joaquín Luis Romero Marchent avec Frank Latimore
  - Zorro l'intrépide (Zorro alla corte di Spagna) de Luigi Capuano avec Giorgio Ardisson et Alberto Lupo
- 1963 : 
  - Le Signe de Zorro (Il Segno di Zorro) de Mario Caiano avec Sean Flynn
  - Zorro et les Trois Mousquetaires (Zorro e i tre moschettieri) de Luigi Capuano avec Gordon Scott et José Greci
  - Maciste contre Zorro (Zorro contro Maciste) de Umberto Lenzi avec Pierre Brice
  - Les Trois Épées de Zorro (Le Tre Spade di Zorro) de Ricardo Blasco avec Guy Stockwell
- 1965 : Le Serment de Zorro (El Zorro cabalga otra vez) de Ricardo Blasco avec Tony Russel
- 1966 : Zorro le rebelle (Zorro, il ribelle) de Piero Pierotti avec Howard Ross et Dina De Santis
- 1968 : 
  - I nipoti di Zorro de Marcello Ciorciolini avec Dean Reed
  - Zorro le renard (Zorro, la volpe) de Guido Zurli avec Giorgio Ardisson et Femi Benussi
- 1969 : 
  - Zorro au service de la reine (Zorro alla corte d'Inghilterra) de Francesco Montemurro avec Spýros Fokás et Daniele Vargas
  - Z comme Zorro (Zorro Il Dominatore) de José Luis Merino avec Carlos Quiney
  - Zorro, marquis de Navarre (Zorro, marchese di Navarra) de Francesco Montemurro avec Nadir Moretti, Daniele Vargas et Maria Luisa Longo
  - El Zorro justiciero de Rafael Romero Marchent avec Fabio Testi
- 1971 :
  - El Zorro de Monterrey de José Luis Merino avec Carlos Quiney
  - Zorango et les Comancheros (Zorro il cavaliere della vendetta) de José Luis Merino avec Carlos Quiney
- 1972 : 
  - Les Aventures galantes de Zorro de Gilbert Roussel avec Jean-Michel Dhermay et Evelyne Scott
  - Les Chevauchées amoureuses de Zorro (The Erotic Adventures of Zorro) de Robert Freeman avec Douglas Frey
- 1973 : Le Fils de Zorro (Il figlio di Zorro) de Gianfranco Baldanello avec Robert Widmark
- 1974 : Le Signe de Zorro (The Mark of Zorro) de Don McDougall avec Frank Langella
- 1975 : 
  - Zorro de Duccio Tessari avec Alain Delon, Stanley Baker, Moustache et Ottavia Piccolo
  - Il sogno di Zorro de Mariano Laurenti avec Franco Franchi
  - Ah sì? E io lo dico a Zzzzorro! de Franco Lo Cascio avec George Hilton
  - Zorro de Shibu Mitra avec Navin Nischol
- 1976 : La gran aventura del Zorro de Raúl de Anda Jr. avec Rodolfo de Anda
- 1978 : El Zorro blanco de José Luis Urquieta avec Juan Miranda
- 1981 : La Grande Zorro (Zorro, the Gay Blade) de Peter Medak avec George Hamilton
- 1996 : Zorro: A Conspiracy of Blood de Ray Austin avec Duncan Regehr
- 1998 : Le Masque de Zorro (The Mask of Zorro) de Martin Campbell avec Anthony Hopkins, Antonio Banderas et Catherine Zeta-Jones
- 2005 : La Légende de Zorro (The Legend of Zorro) de Martin Campbell avec Antonio Banderas, Rufus Sewell et Catherine Zeta-Jones.

### Films qui ont été renommés films Zorro
- 1936: Zorro l'Indomptable (The Vigilantes Are Coming) de Mack V. Wright et Ray Taylor avec Robert Livingston et Kay Hughes
- 1950 : La Marca del Zorrillo de Gilberto Martínez Solares avec Germán Valdés
- 1951 : Zorro le diable noir (Don Daredevil rides again) de Fred C. Brannon avec Ken Curtis
- 1954 : Le Triomphe de Zorro (Man with the Steel Whip) de  Franklin Adreon
- 1960 : Zorro dans la vallée des fantômes (El jinete solitario en el valle de los desaparecidos) de Rafael Baledón avec Demetrio González
- 1984 : Zorro le justicier masqué (Zigomar) d'Eddie Nicart avec Lito Lapid

### Courts-métrages
- 2013 : Les larmes de Don Diego (Zorro Begins) de Didier de Kall.

Un fan-film français mêlant l'univers de Zorro à celui du manga Saint Seiya. Ce fan-film se veut être le prequel de la série de Walt Disney avec Guy Williams. On découvre ainsi comment Don Diego est devenu Zorro et pourquoi il a choisi le symbole du Renard. Le court-métrage s'est vu félicité par John Gertz, le président de la Zorro Productions Inc. [réf. nécessaire]

### Séries télévisées
- 1957-1961 : Zorro (Zorro), série américaine en 78 épisodes de 25 minutes et 4 épisodes de 50 minutes.
- 1983 : Zorro et fils (Zorro and Son), série américaine en 5 épisodes de 25 minutes.
- 1990-1993 : Les nouvelles aventures de Zorro (Zorro), série américano-européenne en 88 épisodes de 25 minutes.
- 2007 : Zorro la espada y la rosa, série colombienne en 112 épisodes de 43 minutes.
- 2009 : Zorro, série philippine en 98 épisodes de 40 minutes.
- 2024 : Zorro, série espagnole en 10 épisodes de 52 minutes.
- 2024 : Zorro, série française en 8 épisodes de 40 minutes, écrite par Benjamin Charbit et Noé Debré, réalisé par Émilie Noblet et Jean-Baptiste Saurel en collaboration avec Paramount+, avec Jean Dujardin dans le rôle principal

### Dessins animés
- 1981 : Les Nouvelles Aventures de Zorro (The New Adventures of Zorro) : série américaine de 13 épisodes par les studios Filmation.
- 1996-1997 : La Légende de Zorro (The Legend of Zorro) : série italo-japonaise par les studios Ashi Productions et Toho.
- 1997 : Zorro : série américaine de 26 épisodes par Warner Bros.
- 2002 : L'Indomptable Zorro (The Amazing Zorro) : long métrage d'animation américain de 72 min par les studios DIC.
- 2008 : Zorro: Generation Z : série américaine de 26 épisodes par les studios BKN International.
- 2016 : Les Chroniques de Zorro (Zorro the Chronicles) : série française de 26 épisodes par Cyber Group Studios.

### Bandes dessinées
Le personnage de Zorro a été adapté en bande dessinée en France dès 1939 dans Jumbo. Ses animateurs les plus connus furent André Oulié (1947-1967), Eu. Gire (1949), dans des périodiques pour enfants et des petits formats. De 1974 à 1986, Le Journal de Mickey publia des histoires inédites dues pour la plupart à Robert Rigot puis Carlos Marcello (dessin) et Jean-Marie Nadaud (scénario).
Le personnage a été utilisé en Italie à partir de 1940. Des planches de Pier Lorenzo De Vita et Giuliano Giovetti furent publiées dans Le Journal de Mickey à partir de 1965 (numéro 667). De 1964 à 1967 Hans Kresse (dessin) et Joop Termos (scénario) proposèrent des histoires inédites aux lecteurs de l'hebdomadaire jeunesse néerlandais Pep.
Aux États-Unis, des histoires de Zorro apparaissent dans Four Color à partir de 1949. De 1958 à 1961, de nombreuses histoires adaptées de la série télévisée de 1957-1961 furent publiées, certaines dessinées par Alex Toth et Warren Tufts. Plusieurs de ces histoires furent reprises dans Le Journal de Mickey entre 1958 et 1978. De nombreux comic books éphémères ont été créés dans les années 1990 et 2000. Un comic strip a existé au tournant des années 2000.

### Théâtre
- 1998 : Zorro, la légende, de Jean-Marc Michelangeli et Frédéric Muhl, mise en scène Frédéric Muhl, musique Barrio-Chino (Compagnie Carboni & Spirituosi).
- 2008 : Zorro, comédie musicale de Stephen Clark, mise en scène Christopher Renshaw, musique Gipsy Kings, Garrick Theatre, Londres.
- 2009 : Zorro, le musical, de Stephen Clark, adaptation de Éric Taraud, mise en scène Christopher Renshaw, musique Gipsy Kings, Folies Bergère, Paris.

### Musique et chansons
En 1964, Henri Salvador sort Zorro est arrivé, chanson parodique sur la face B d'un disque 45 tours du label Rigolo. La chanson est une reprise de Along Came Jones du groupe américain The Coasters, adaptée et écrite par Bernard Michel. Salvador n'aimait pas la chanson, mais celle-ci fut un grand succès populaire dans les années 1960.

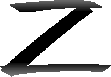
Un Z qui veut dire Zorro !

Un an plus tard, la série télévisée Zorro avec Guy Williams dans le rôle principal est diffusée à la télévision française en janvier 1965. Son générique, chanté par Claude Germain (mari d'Anne Germain), son frère José Germain et Vincent Munro, devient culte avec ses paroles : « Un cavalier qui surgit hors de la nuit / Court vers l'aventure au galop ! / Son nom il le signe à la pointe de l'épée / D'un Z qui veut dire Zorro ! » La chanson ressort sur un disque 45 tours en 1985, chantée cette fois par Jean Stout,,.
La même année que la reprise de Jean Stout, Disney lance deux titres chantés par Douchka Esposito : Zorro… Je chante parce que je t'aime et La chanson de Zorro. Les deux chansons sont classées au Top 50, la première à la 49e place et la seconde à la 16e place,.
En 1975 sort le film franco-italien Zorro avec Alain Delon dans le rôle du justicier. Le thème du film, Zorro is back est écrit par Guido et Maurizio de Angelis (sous le nom d'Oliver Onions) et sort sur un 45-tours la même année.
En 1998 sort le film américain Le Masque de Zorro avec Antonio Banderas dans le rôle principal. La chanson du film, I Want to Spend My Lifetime Loving You (en) écrite par James Horner et Will Jennings, et chantée par Marc Anthony et Tina Arena, est classée dans de nombreux charts européens : 3e en France, 9e en Belgique et 34e en Suisse.
En 2008 est produit le spectacle Zorro, le musical par Stephen Clark. Sa version française, adaptée par Éric Taraud, est présentée aux Folies Bergère en novembre 2009. L'album du spectacle propose 16 titres sur des musiques des Gipsy Kings,.

### Jeux vidéo
- 1985 : Zorro sur Atari 8-bit, Commodore 64, ZX Spectrum, Amstrad CPC et Apple II

Jeu d'action, développé par Datasoft et édité par U.S. Gold.
- 2000 : Le Masque de Zorro (The Mask of Zorro) sur GameBoy

Jeu d'action, édité par Ubisoft Entertainment.
- 2001 : L'Ombre de Zorro (The Shadow of Zorro) sur PlayStation 2 et Windows

Jeu d'action et d'aventure développé par In Utero et édité par Cryo Interactive.
- 2008 : La Destinée de Zorro (The Destiny of Zorro) sur Wii

Jeu d'action, édité par 505 Games.

### Jeux de rôle
- The Legacy of Zorro (2001, campagne de jeu de rôle américain utilisant le système Fuzion de Mark T. Arsenault, édité par Gold Rush Games).

#### Ouvrages
- (en) Audrey Parente et Rich Harvey, « A Century of Zorro : Celebrating the first true costumed hero », Alter Ego no 158,‎ février 2019, p. 45-49 (lire en ligne).
- Olivier Besombes, Didier Liardet & Michelle Roussel : Zorro, l'emblème de la révolte, Éditions Yris, Nouvelle édition 2015.
- (en) Mitzi M. Brunsdale, Icons of Mystery and Crime Detection : From Sleuths to Superheroes (2 volumes), Greenwood, coll. « Greenwood Icons », juillet 2010, 700 p. (ISBN 978-0-313-34530-2, lire en ligne), « Zorro : The Masked Avenger », p. 731-759.
- Martin Winckler, Le rire de Zorro : étude de fond de Zorro, Paris, Bayard, 3 mars 2005, 147 p. (ISBN 2-227-47165-4).
- Henri Filippini, « Zorro », dans Dictionnaire encyclopédique des héros et auteurs de BD, Opera Mundi, 1999 (ISBN 9782723427852), p. 178.
- Sonia Ben Khaled Salhi, Mythes et légendes dans la didactique du Français langue étrangère, thèse de linguistique, Université Toulouse le Mirail - Toulouse II, 2014. Partie 3.2. « Zorro, le mythe du personnage » (p.129-132).

#### Sites internet
- (en), Biographie de William Lamport.
- Bibliothèque nationale de France (cf. catalogue général) pour la liste des ouvrages sur Zorro publiés en France .